# Ганьо Балкански се завърна от Европа
„Ганьо Балкански се завърна от Европа“ е български 4-сериен телевизионен игрален филм (комедия) от 2004 година на режисьора Иван Ничев, по сценарий на Юрий Дачев и Иван Ничев. Оператор е Георги Николов. Музиката във филма е композирана от Стефан Димитров.
Създаден е по фейлетоните на Алеко Константинов с главно действащо лице Бай Ганьо.

## Актьорски състав
- Николай Урумов – Ганьо Балкански (в 4 серии: от I до IV вкл.)
- Георги Калоянчев – Духът на Бай Ганьо (в 4 серии: от I до IV вкл.)
- Стефан Данаилов – Петракиев (в 2 серии: I, II)
- Калин Арсов – Танас Дочоолу (в 4 серии: от I до IV вкл.)
- Валентин Танев – Филип Гочоолу (в 4 серии: от I до IV вкл.)
- Павел Поппандов – Данко Харсъзина (в 4 серии: от I до IV вкл.)
- Иван Григоров – Таки (в 4 серии: от I до IV вкл.)
- Диян Мачев – файтонджия (в 3 серии: I, III, IV)
- Стефан Щерев – Чечо (като Стефан Щерев) – Харсъзчето (в 3 серии: I, II, IV)
- Жулиета Колева – г-жа Петракиева (в 2 серии: I, II)
- Вълчо Камарашев – Диамандиев (в 3 серии: I, II, III)
- Ванча Дойчева – г-жа Диамандиева (в 2 серии: I, II)
- Никола Рударов – Томангелов (в 1 серия: I)
- Иван Тенев – Тюфекчиев (в 2 серии: I, IV)
- Светлана Терзиева (като Сесил Терзиева) – Тюфекчиева (в 2 серии: I, IV)
- Латинка Петрова – Богутинска (в 3 серии: I, II, IV)
- Албена Михова – дамата в парка (в 1 серия: I)
- Илия Раев – Богутински (в 2 серии: I, IV)
- Стефан Илиев – Кандиларов (в 2 серии: I, IV)
- Стефан Мавродиев – поп Стефан (в 1 серия: I)
- Тодор Колев – бащата на Хамлет (в 1 серия: II)
- Христо Мутафчиев – Гуньо Адвокатина (в 3 серии: II, III, IV)
- Теодор Елмазов (като Тео Елмазов) – секретар (в 3 серии: II, III, IV)
- Маргарита Карамитева – г-ца Диамандиева (в 1 серия: II)
- Мира Бъчварова – г-ца Петракиева (в 1 серия: II)
- Елена Кънева – Факлийска (в 2 серии: II, IV)
- Георги Къркеланов – Хамлет (в 1 серия: II)
- Емил Розов – (в 3 серии: I, III, IV)
- Ценко Минкин – (в 3 серии: I, III, IV)
- Далия-Никол Урумова – Ангелчето (в 2 серии: I, IV)
- Таньо Маринов – (в 1 серия: I)
- Ангел Манолов – (в 1 серия: I)
- Александър Манолов – (в 1 серия: I)
- Ивайло Асенов – (в 1 серия: I)
- Сашо Кадийски – (в 1 серия: I)
- Детелина Неделчева – (в 1 серия: I)
- Малин Кръстев – (в 2 серии: II, III)
- Николай Върбанов – (в 2 серии: II, III)
- Валентин Гошев – (в 2 серии: II, III)
- Димитър Георгиев (като Димитър Димитров – Пушо) – (в 1 серия: II)
- Елена Пеева – (в 2 серии: II, IV)
- Иво Стайков – (в 2 серии: II, III)
- Ралица Ковачева – (в 1 серия: II)
- Мирослав Балимезов – (в 1 серия: II)
- Лора Мутишева – (в 1 серия: II)
- Красимир Радков – (в 1 серия: III)
- Богдан Казанджиев – (в 2 серии: III, IV)
- Китодар Тодоров – (в 2 серии: III, IV)
- Константин Икономов – (в 1 серия: III)
- Енчо Данаилов – (в 1 серия: III)
- Васил Съриев – (в 1 серия: III)
- Деян Петров – (в 1 серия: III)
- Тихомир Стоев – (в 1 серия: III)
- Даниела Дойчинова – Катинка Балканска (в 1 серия: IV)
- Татяна Лолова – Гребенарова (в 1 серия: IV)
- Георги Русев – Гребенаров (в 1 серия: IV)
- Васил Димитров – мажордом (в 1 серия: IV)
- Владимир Мурдаров – мажордом (в 1 серия: IV)
- Франко Фитуча – мажордом (в 1 серия: IV)
- Емил Котев – поета актьор (в 1 серия: IV)
- Камен Калчев – Райков поета (в 1 серия: IV)
- Васа Ганчева – мадам Фроса (в 1 серия: IV)
- Снежина Петрова – Маринова (в 1 серия: IV)
- Георги Илиев – оперен певец (в 1 серия: IV)
- Теодор Юруков (като Тео Юруков) – (в 1 серия: IV)
- Леда Вълева – пианист (в 1 серия: IV)
- Елена Каралийска – (в 1 серия: IV)
- Инна Спасова – (в 1 серия: IV)
- Дария Иванова – (в 1 серия: IV)
- Росица Петрова – (в 1 серия: IV)
- Бранимира Енкова – (в 1 серия: IV)